# 渡边淳一
渡边淳一（1933年10月24日—2014年4月30日），日本作家。出生于北海道上砂川町，毕业于札幌医科大学，曾任骨科医生。由於日文的骨科（Orthopaedics）寫作，因此在幾位台灣駐日報章記者的誤用下，許多中文文章一直錯將他認定為整型外科醫師（「整型外科」日文實為）。后来他开始从事专业文学创作，以小说《光和影》获直木文学奖，接着又发表《遥远的落日》等作品，1980年获吉川英治奖。1995年9月1日开始，在《日本经济新闻》发表长篇连载小说《失樂園》，描写不伦中的性愛，引起巨大反响，并相继被拍成电视连续剧和电影，在日本掀起了“失乐园”热。
2014年4月30日因前列腺癌在東京都家中去世，享年80岁。
渡邊淳一一貫堅持從正面描寫愛與性。甚至，他的作品有時會被稱為情色小說，但這正是一位畢生探求生與死的作家譜出的人間讚歌。正因為渡邊一直探尋包括自己在內的『人性』，他才能將自己的體驗冷靜而透徹地注入作品之中。他始終對人類的本性充滿了好奇，並將自己的一生奉獻給了小說的創作。
渡边淳一曾呼吁大搞婚外恋来促进经济发展。由于一直写他的情爱路线作品，所以他的有些时政评论很有他自己的特色。

## 作品・主题
渡边文学的主题大致可以分为三大类：传记（《花埋み》、《女优》、《遥远的落日》等）、医疗（《白宴》、《无影灯》、《麻醉》等）以及恋爱（《化身》、《失乐园》、《爱之流放地》等），但也有将三者融合在一起的作品。创作初期的渡边多以医疗为主题，反映社会矛盾。传记文学则贯穿他的创作生涯始终，此外也留下了大量有关医疗、恋爱、身边琐事的随笔散文。日本财经类报纸《日本经济新闻》的日刊曾长期连载他的《化身》、《失乐园》和《爱之流放地》等小说，这些作品中大胆的性爱描写也引发了读者的热议，并陆续被搬上银幕。失乐园更是被评为1997年的“新语·流行语大奖”。
2013年1月，渡边在《日本经济新闻》的专栏“我的履历书”中回顾了自己的创作生涯和恋爱经历等。

## 作品评论
渡边在40多年的创作生涯中始终处于日本文坛第一线，也有多部百万销量的畅销作品。他的作品往往被视为日本人的堕落、衰退的象征。
在中国，渡边淳一也往往被称为“情色大师”。根据王海蓝等人的调查，从1990年代至今，作品被翻译最多的日本作家就是村上春树和渡边淳一。被称为“中国婚恋小说第一人”的中国知名女作家王海鸰也受到了渡边的影响，描写了随着城市化的推进，家庭观念逐渐淡薄化的中国现代情感观念。2008年夏，渡边因其著作权受侵害为由，将中国的出版社告上上海的法院，最后双方达成和解。

## 荣誉

### 作品获奖
- 1965年（昭和40年） 第12回新潮同人雑誌賞 - 『死化粧』
- 1970年（昭和45年） 第63回直木賞 - 
- 1979年（昭和54年） 第14回吉川英治文学賞- 
- 1983年（昭和58年） 第48回文藝春秋讀者賞 - 

### 日本勋章奖章
- 紫綬褒章（2003年）

### 外国勋章奖章
- 白隼骑士十字勋章（英语：Order of the Falcon）（冰岛，2001年10月16日[6]）：冰岛驻日大使馆开馆。

## 作品一覽

### 小说
- 《失樂園》1995年1996年於日本經濟新聞連載。1997年講談社出版上、下兩冊。
- 《死化妝》（1966年新潮同仁雜誌獎得獎作品）
- 《紫丁香冷的街道》
- 《女人這東西》
- 《男人這東西》
- 《無影燈》
- 《往巴黎的最後班機》
- 《淚壺》
- 《化妆》
- 《北都物語》
- 《冰紋》
- 《一片雪》
- 《反常識講座》
- 《幸福的背叛》
- 《化身》
- 《我的感傷之旅》
- 《解剖學式的女性論》
- 《紅色城堡》
- 《愛的流刑地》
- 《鈍感力》
- 《樱花树下》

### 历史·传记小说
- 《光与影》（1970年直木獎得獎作品）
- 《遠方的落日》
- 《長崎俄羅斯遊女館》

### 随笔
- 《熟年革命》

## 渡邊淳一文學館
1998年，日本大王製紙出於與出身北海道的渡邊的密切關係而在北海道札幌市設立「渡邊淳一文學館」。該館建築由安藤忠雄的設計，館中展出作家的相關資料。2015年時，利用情況不佳，訪客極少，為鼎盛期的4成左右。2016年該館轉賣給中國青島出版集團。

## 腳注
1. ↑  . NHK.   [2014-05-05]. （原始内容存档于2014-05-05） （日语）.
2. ↑  訃報:直木賞作家の渡辺淳一さん死去80歳 （页面存档备份，存于），毎日新聞，2014年5月5日（日語）
3. ↑  失樂園小說作者渡邊淳一病逝 （页面存档备份，存于），中央通訊社，2014年5月5日
4. ↑  . 日本经济新闻.   [2016-03-12]. （原始内容存档于2019-06-12）.
5. ↑  . 日本经济新闻.   [2014-05-12]. （原始内容存档于2019-06-05）.
6. ↑  （冰岛语）. Forseti Íslands.   [2021-10-19]. （原始内容存档于2020-01-03）.
7. ↑  . 日經中文網. 2016年9月21日  [2016年9月22日]. （原始内容存档于2019年6月11日） （中文（中国大陆））.
8. ↑  潘萬曆（文）、徐藝源（編輯）. . 國際在線. 2016年9月21日  [2016年9月22日]. （原始内容存档于2019年6月9日） （中文（繁體））.